# Волков, Иван Алексеевич
Ива́н Алексе́евич Во́лков (январь 1906, Жуковка, Владимирская губерния — 27 мая 1975) — советский партийный и государственный деятель, первый секретарь Тамбовского (1942—1951) и Орловского обкомов ВКП(б) / КПСС (1951—1954).

## Биография
Родился в январе 1906 года в Жуковке в крестьянской семье. С 1924 года — на комсомольской работе: ответственный секретарь Сокольского волостного комитета РКСМ (Иваново-Вознесенская губерния), заведующий отделом, затем — инструктор-информатор Иваново-Вознесенского губернского комитета ВЛКСМ, ответственный секретарь волостного комитета ВЛКСМ в Тамбовской губернии. В 1925 году вступил в РКП(б). В 1928 году — ответственный секретарь волостного комитета ВКП(б) в Тамбовской губернии.
В 1928—1929 годах служил в рядах РККА. В 1929—1930 годах был пропагандистом, заведующим культурно-пропагандистским отделом Чапаевского райкома ВКП(б), с 1930 года работал в Самаре (секретарь парткома подготовительного отделения Самарского института Красной профессуры, заведующий Отделом высших учебных заведений Средне-Волжского краевого комитета партии).
В 1933 году переехал в Новосибирск, где заведовал учебной частью Новосибирского института марксизма-ленинизма, был директором Сибирского строительного института. Одновременно учился на аграрном факультете Института красной профессуры, который окончил в 1937 году.
В 1937—1938 годах — директор Новосибирской сельскохозяйственной школы, после чего заведовал сектором кадров просвещения и культуры в отделе кадров Новосибирского областного комитета ВКП(б) (1938). В 1938—1941 годах — второй секретарь Новосибирского горкома ВКП(б), с 15 января 1942 — второй секретарь Новосибирского областного комитета ВКП(б).
С июня 1942 года — первый секретарь Тамбовского, с апреля 1951 года — первый секретарь Орловского областного комитета ВКП(б) / КПСС.
В 1954—1956 годах — заместитель, затем первый заместитель председателя исполнительного комитета Горьковского областного Совета. В 1956—1962 годах — председатель исполнительного комитета Вологодского областного Совета.
Член ЦК КПСС (1952—1956). Делегат XVIII партконференции (от Новосибирской парторганизации; 1941), XIX (от Орловской парторганизации; 1952) и XXI съездов КПСС (от Вологодской парторганизации; 1959).
Депутат Совета Союза Верховного Совета СССР 2-го и 3-го созывов (от Тамбовской области; 1946—1954), 5-го созыва (от Вологодской области; 1958—1962); депутат Верховного Совета РСФСР 4-го созыва (от Горьковской области; 1955—1959).
С февраля 1962 года на пенсии.

## Награды и звания
- Орден Ленина[3]
- Два ордена Трудового Красного Знамени[3]
- Почётный гражданин Тамбовской области (2005)[13]